# Eudorylas totoflavus
Eudorylas totoflavus är en tvåvingeart som först beskrevs av Hardy 1972.  Eudorylas totoflavus ingår i släktet Eudorylas och familjen ögonflugor. Inga underarter finns listade i Catalogue of Life.